# 水性順相クロマトグラフィー
水性順相クロマトグラフィー（すいせいじゅんそうクロマトグラフィー、英: Aqueous Normal Phase Chromatography、略称: ANP）は、 逆相クロマトグラフィー（Reversed Phase Chromatography、RP）と有機性順相クロマトグラフィー（Organic Normal Phase Chromatography、ONP）の間の移動相の極性領域を含むクロマトグラフィー手法である。

## 原理

### 順相クロマトグラフィー
順相クロマトグラフィーでは固定相に高極性の充填剤、移動相として低極性溶媒を用いる。典型的な順相固定相は未修飾シリカ、 シアノまたはアミノ基を共有結合させたシリカなどで、 アルキル基を結合させたオクタデシル（C18）、オクチル（C8）などが好まれる逆相とは対照的である。保持挙動は逆相（RP）とは反対で疎水性化合物を初めとして、親水性の低い溶質から高い溶質の順に溶出する。 従来の有機順相（ONP）で使用される移動相は ヘキサンやヘプタンなどの非極性溶媒と、 イソプロパノール 、 酢酸エチル 、 クロロホルムなどのやや極性の高い溶媒で構成され、移動相中の極性溶媒の割合が増えると保持力が低下する。  

### 水性順相 － HILIC との相違点
水性順相（ANP）の移動相は通常、水と、 メタノール 、 アセトニトリルなどの混和性極性有機溶媒からなる混合物で、 極性溶媒（水）の割合が増えることで保持力が低くなる。ONP・ANPは両方とも吸着を保持原理とし、高極性溶質の極性の違いに基づいた分離・分析に使用される。この様な特徴からANPは順相クロマトグラフィーの一種である親水性相互作用クロマトグラフィー（Hydrophilic interaction liquid chromatography、HILIC）と頻繁に混同される。HILICも同じく水と混和性極性有機溶媒を移動相とし極性溶質の分離に使用されるが、こちらは固定相表面に形成された水層による分配を原理としたものである為、同一ではない。    

### シリカハイドライド

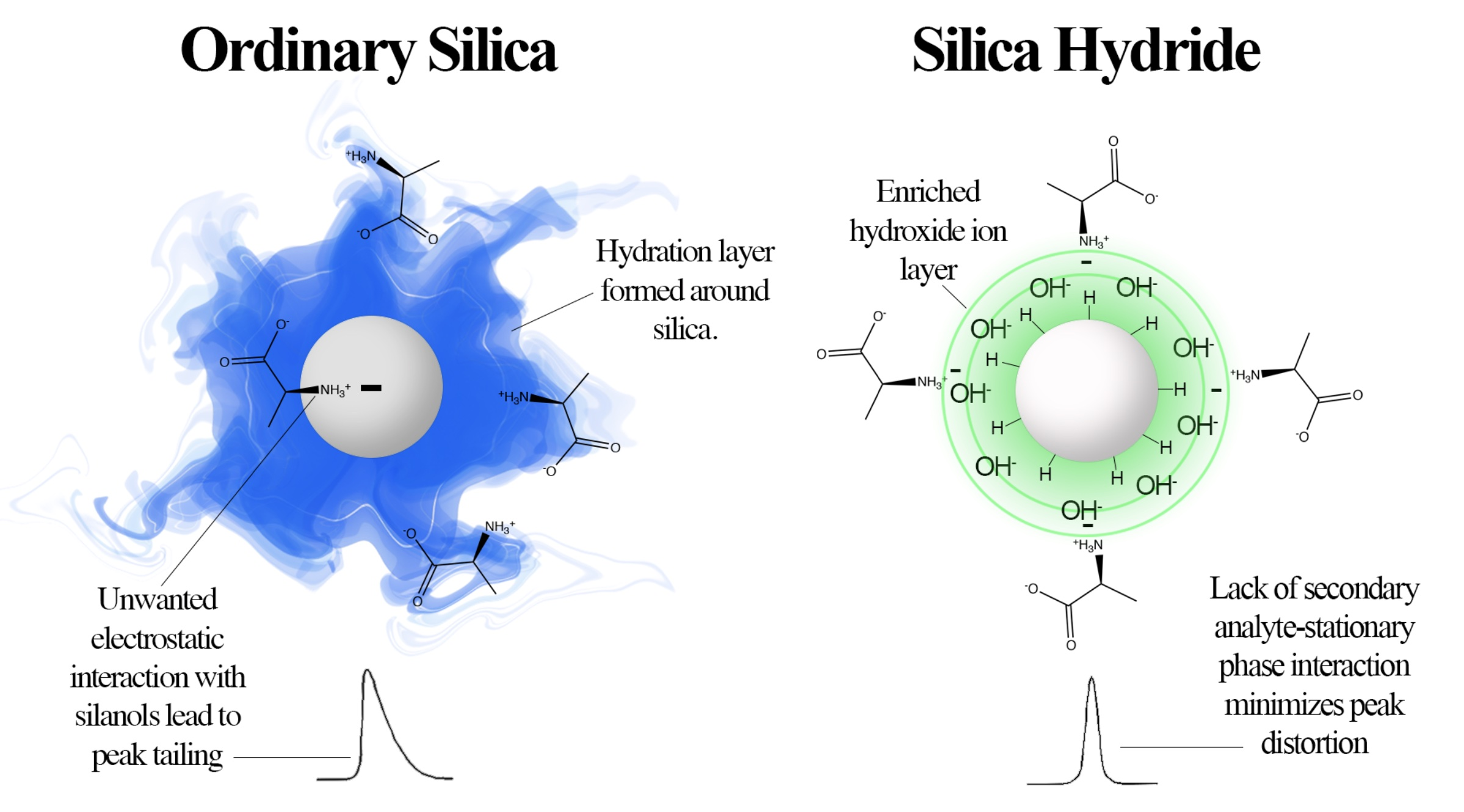

通常のクロマトグラフィー法に使用される（ONP・HILICを含む）シリカ系充填剤の表面は主にシラノール（-Si-OH）で構成されているが、ANPは大半の末端基が-Si-Hで構成されているヒドロシリル化処理を施したシリカ（TYPE-CTM Silica Hydride）など特別な充填剤でのみ実行可能である事が示唆されている。その理由としてシリカハイドライドが低極性で水層形成を行わないにもかかわらず、極性溶質の吸着・保持が可能という性質を持つことが挙げられる。アーヴィング・ラングミュアの吸着式を用いた実験データに基づく計算結果では通常のシリカは6-8モノレイヤーの水層を形成するのに対し、シリカハイドライドでは0.5以下である事が確認されている。 また、ゼータ電位測定の結果、シリカハイドライドに酸性の残存シラノールが殆ど無いにもかかわらずマイナスに帯電していることも分かっている。この事から水酸化物イオンなどのアニオンの吸着を誘発する Collective dipole-moment fluctuation suppression theory（直訳：集団双極子モーメント変動抑制理論）の影響が示唆されている。これは塩基性・低イオンの移動相を使う事でゼータ電位がさらに下がり、それにつれてシリカハイドライドの塩基性・カチオン化合物の保持時間が延長される事と一致する。 

## 特徴

### 主な利点
ANPカラムはHILICカラムと違い、厚さの変動が起こりやすい水層を形成しないのでカラムの平衡化に掛かる時間が一般的に短い傾向にある。さらに、通常HILICでは分子保持に必要な水層形成を促す為、移動相にアンモニウム、ギ酸、酢酸イオンなどの緩衝剤を添加するが、ANPではその必要はなく少量で済む。その為、添加剤によるインターフェイスの汚染やイオン感度低下などの懸念がある質量分析法とは高い互換性がある。また、ANPの保持機構は充填剤の表面に蓄積する水酸化物アニオンにより成り立っている。従って、塩基性化合物に対する親和性が強く、多くの場合で高pHの移動相を必要としないという利点もある。

### 二重保持 (Dual Retention)
シリカハイドライドをベースとする水性順相カラムはグラジエントの設定次第で順相と逆相の両モードを個別、または同時に使用することが可能である。

### 水素/重水素交換質量分析への応用
水素/重水素交換質量分析 (Hydrogen-deuterium exchange mass spectrometry, HDX-MS)では重水素逆交換の抑制に低pH・温度やオンライン消化カラムなどが主に用いられている。前述のとおりANPはほぼ無水状態での極性溶質の分離が可能な為、移動相中の水を減らす事でLC内での逆交換の抑制が可能である。

## 参考資料
1. ↑  Pesek, J. J.; Matyska, M. T. Aqueous Normal-Phase Chromatography: The Bridge between Reversed-Phase and HILIC. In HILIC and Advanced Applications; Wang P. G.; He W., Ed.; CRC: Boca Raton, FL, 2011: pp 1-26.
2. ↑  Pesek, J. J.; Matyska, M. T. Silica Hydride–Chemistry and Applications. In Advances in CHROMATOGRAPHY volume 48; Grushka E.; Grinberg N., Ed.; CRC: Boca Raton, FL, 2010: pp 255-288.
3. ↑  Sandoval, J.E., Pesek, J.J. Anal. Chem. 1991, 63: 2634.
4. ↑  J. Soukup, P. Jandera, J. Chromatogr. A. 2014, 1374, 102–111.
5. ↑  J. Soukup, P. Janas, P. Jandera, J. Chromatogr. A, 2013, 1286, 111-118.
6. ↑  C. Kulsing, Y. Nolvachai, P.J. Marriott, R.I. Boysen, M.T. Matyska, J.J. Pesek, M.T.W. Hearn, J. Phys. Chem B, 2015, 119, 3063-3069.
7. ↑  Kulsing, C.; Yang, Y.; Munera, C.; Tse, C.; Matyska, M. T.; Pesek, J. J.; Boysen, R. I.; Hearn, M. T. W. Anal. Chim. Acta 2014, 817, 48–60.
8. ↑  Greco, G.; Letzel, T. J. Chromatogr. Sci. 2013, 51 (7), 684–693.
9. 1 2  Pesek, J. J.; Matyska, M. T.; Natekar, H. J. Sep. Sci. 2016, 39 (6), 1050–1055.
10. ↑  Boysen, R. I.; Yang, Y.; Chowdhury, J.; Matyska, M. T.; Pesek, J. J.; Hearn, M. T. W. J. Chromatogr. A 2011, 1218 (44), 8021–8026.
11. ↑  Watanabe, Seiichiro, "Synthesis and Evaluation of Novel Silica Hydride-based Stationary Phases for Bioanalytical Applications" (2019). Master's Theses. 5050, 118-124.